# Дорожкин, Михаил Анатольевич
Михаи́л Анато́льевич Доро́жкин (род. 1 октября 1973, Куйбышев, СССР) — российский актёр театра и кино.

## Биография
Михаил Дорожкин родился 1 октября 1974 года в Самаре в семье рабочих. В возрасте 13 лет пошёл в детскую театральную студию.
В 1990 году поступил в Высшее театральное училище имени Бориса Щукина на курс В. В. Иванова, которое окончил в 1994 году.
С 2002 по 2003 год вёл лотерею Автоваз на телеканале REN-TV.

## Театральные работы
В 1994 годe по приглашению Валентина Плучека стал актёром Московского академического театра Сатиры, где проработал до 2005 года. Сыграл более 15 ролей в различных спектаклях. После ухода из Сатиры служил в театре «Центр современной драматургии им. Казанцева».
С 2014 года — актёр Московского областного государственного театра юного зрителя.

### Спектакли и роли
- «Поле битвы принадлежит мародёрам» Эдварда Радзинского, режиссёр — Андрей Житинкин — Сергей
- «Горячее сердце» Александра Островского, режиссёр — Валентин Плучек — Гаврилка
- «Трёхгрошовая опера» Бертольда Брехта, режиссёр — Валентин Плучек.
- «Яблочный вор» Драгунская, Ксении Драгунской, режиссёр — О. Субботина — Петя
- «Молчи, грусть» — Лектор
- «Половое покрытие» — Аркадий, сосед

## Фильмография
1. 1995 — Какая чудная игра — Юрий Шевцов
2. 1996 — Лиза и Элиза — князь Александр
3. 1996 — Компания — Никита
4. 1997 — Поклонник — Игорь
5. 1997 — Тихие омуты — Никита
6. 1999 — Вход через окно — Эдгар
7. 2001 — Времена не выбирают — Карасёв
8. 2001 — Курортный роман — Николай Лебедев
9. 2001 — Овидий — Павел
10. 2002 — За кулисами — официант
11. 2003—2004 — Ундина — Максим Гладьев
12. 2004 — Воры и проститутки — Жак Дюкло
13. 2004 — Красная площадь — Валентин Пшеничный
14. 2004 — Граф Крестовский — Эльбрус Тамаев в молодости
15. 2004 — Ландыш серебристый — Андрей
16. 2005 — Игра на выбывание (телесериал) — Артур
17. 2005—2007 — Обречённая стать звездой — Дэн
18. 2006 — Дьявол из Орли. Ангел из Орли — Франсуа Мерсье
19. 2006 — Бальзаковский возраст, или Все мужики сво…-2 — Аркадий
20. 2006 — Погоня за ангелом — Рамс
21. 2006—2007 — Проклятый рай — Саша
22. 2007 — Расплата за грехи — Толя Шматов
23. 2007 — Путейцы — Игорь
24. 2007 — Савва Морозов — Великий Князь Сергей Александрович
25. 2007 — Городской романс — Толя Шматов
26. 2008 — Печать одиночества — Родион
27. 2008 — Жаркий лёд — Кондратьев
28. 2008 — Украсть у олигарха — Глеб Шорников
29. 2008 — Сыщики районного масштаба — Михаил Феоктистин
30. 2008 — Крещение — майор Коровин
31. 2008 — Принцесса и нищенка — Серж Брагин
32. 2008 — Рыжая — сообщник Олега
33. 2008 — Фотограф — Руслан Задорожный, журналист
34. 2009 — Третье желание — Вениамин
35. 2009 — Мартовский заяц — Алексей
36. 2009 — Золушка с острова Джерба (фильм) — Костя Кочергин
37. 2009—2011 — Дикий — Михаил Локтев, референт мэра
38. 2009 — Дом без выхода — Виктор, водитель семьи Кирилловых
39. 2009 — Брак по завещанию — Максим Окунев
40. 2010 — Москва. Центральный округ-3 — фотограф Владик Воротейников
41. 2012 — Тайны института благородных девиц — судья Илья Миронов, жених Юлии Извольской
42. 2012 — Убить Дрозда — Каппель
43. 2013 — Разведчицы — Ганс Кугель
44. 2013 — Ты заплатишь за всё! - Игорь
45. 2014 — Беспокойный участок — Константин Азаров, сотрудник Следственного комитета
46. 2014 — Господа-товарищи — Фёдор Макарович Ширяев, начальник хозчасти госпиталя
47. 2015 — Работа над ошибками — Игорь Евгеньевич Белов, отец Полины
48. 2016 — Провокатор — Александр Матвеев, заместитель директора Федерального фонда обязательного медицинского страхования
49. 2016 — Штрафник — Павел Тюрин
50. 2016 — Схватка с драконом (сериал так и не вышел)[4][5]
51. 2017 — Мата Хари — Сальбарбе
52. 2017 — Пуля — Александр Серов, начальник общей охраны компании «Секста-Ойл»
53. 2018 — Тот, кто читает мысли (Менталист) — Лев Маргулис, президент компании «Гутмар»
54. 2018 — Красота требует жертв — Вадим Яковлевич Терновский, пластический хирург, главный врач клиники пластической хирургии[6]
55. 2018 — Русалки — Кулик
56. 2019 — СМЕРШ — Сушков, переводчик
57. 2019 — Холодные берега — оперуполномоченный полиции
58. 2020 — Андреевский флаг — Чупов, офицер ФСБ
59. 2020 — Капкан для монстра — Анатолий Зарубин
60. 2020 — Московский роман — Петр Петрович Никитин
61. 2020 — Старая гвардия. Огненный след — Владимир Сергеевич Усков
62. 2021 — Смерть в объективе-2 — Игорь Фирсов
63. 2021 — Кукловод — Игорь Дементьев, режиссёр театра кукол

## Телевидение
Работал ведущим в передачах:
- «Самые-самые», 1998—2000 гг., телеканал СТС;
- «Молодожёны», 2000—2003 гг., телеканал ТВ Центр;
- «Жизнь Наизнанку», 2002—2004 гг., телеканал BBC.
- ТВ-лотерея «Автоваз», телеканал Рен-ТВ.

## Награды
- 1995 — международная премия имени К. С. Станиславского в номинации «За лучший дебют года» — за роль Сергея Лукина в спектакле «Поле битвы принадлежит мародёрам»[1];
- 1996 — премия Союза театральных деятелей Российской Федерации в номинации «За лучший дебют года» — за роль Сергея Лукина в спектакле «Поле битвы принадлежит мародёрам»[1];
- 1997 — приз кинофестиваля в Артеке — за роль князя Александра в фильме «Лиза и Элиза»[1].